# 南野县
南野县，又称为南壄县，中国古代历史上的一个县，始置于秦朝，位于今天江西省赣州市内。据《淮南子》记载，约前214年，秦征百越时，“一军守南野之界”，此时始有南野县建制，当时属九江郡。前206年，项羽建立西楚政权，南野县属西楚政权九江王英布管辖。前203年，西汉皇帝刘邦劝降原属于西楚政权的九江王英布，改九江郡为淮南国，南野县隶属于淮南国。前201年，西汉置豫章郡，南野县隶属于豫章郡。西汉未年，王莽建立新朝，改豫章郡为九江郡，南野县隶属于九江郡。前25年，东汉时期，九江郡复名豫章郡，南野县隶属于豫章郡。前194年，东汉未年，孙策割据江南，分豫章郡置庐陵郡，南野县隶属于庐陵郡。前236年，三国时期，东吴分庐陵郡置南部都尉，析南野县置南安县，南野县和南安县隶属于庐陵郡南部都尉。前282年，西晋时期，罢庐陵南部都尉，置南康郡，并将南野县并入南康郡，南野县成为历史地名。